# チョン・ダビン (2000年生の女優)
チョン・ダビン（韓国語:정다빈、2000年4月25日-）は、韓国の女優。ソウル特別市出身。162cm、血液型はA型。MAAエンターテイメント所属。2019年、漢陽大学校演劇映画科に入学

## 出演

### テレビドラマ
- ワンダフルライフ（2005年、MBC） - ハン・シンビ役
- ダイヤモンドの涙（2005年、SBS） - アイン役
- めっちゃ大好き！（2006年、MBC） - チャン・ヒョウォン役
- 恋するハイエナ（2006年、tvN） - ジヘ役
- 愛してる（2008年、SBS） - ソク・チウ役
- 一枝梅（2008年、SBS） - ボンスンの少女時代役
- 風の国（2008年-2009年、KBS） - セリュの少女時代役
- スターの恋人（2008年-2009年、SBS） - イ・マリの少女時代役
- 愛は簡単じゃない（2009年、SBS） - オ・ジャンミ役
- 美しき人生（2010年、SBS） - イ・ジナ役
- サイン（2011年、SBS） - タビン役
- マニー（2011年、tvN） - オ・ウンビ役
- ミス・リプリー（2011年、MBC） - チャン・ミリの少女時代役
- 根の深い木（2011年、SBS） - ヨンドゥ役
- 瑠璃＜ガラス＞の仮面（2012年-2013年、tvN） - カン・イギョンの少女時代役
- 大王の夢（2012年-2013年、KBS） - コタソの少女時代役
- おバカちゃん注意報（2013年、SBS） - コン・ジンジュの少女時代役[4]
- 愛は歌に乗って（2013年-2014年、KBS） - シン・テヒ役
- 総理と私（2013年-2014年、KBS） - ソ・ヘジュの少女時代役
- 抱きしめたい～ロマンスが必要～（2014年、tvN） - シン・ジュヨンの少女時代役
- 純情に惚れる（2015年、JTBC） - キム・スンジョンの少女時代役
- 家族を守れ（2015年、KBS） - ソン・ダヘ役
- 彼女はキレイだった（2015年、MBC） - キム・ヘリン／キム・ヘジンの少女時代役[5]
- 恋はマネーゲーム～この子たち、何?～（2016年、WEB） - ナ・ボラム役[6]
- オクニョ 運命の女（2016年、MBC） - オクニョの少女時代役[7]
- 逆賊-民の英雄ホン・ギルドン-（2017年、MBC） - オンナン役
- 猟奇的な彼女（2017年、SBS） - キョン・ヒ役[8]
- ロマンスは必然に（2018年、SBS） - ソン・イドゥン役[9]
- 人間レッスン（2020年、Netflix） - ソ・ミンヒ役[10]
- 恋はオン♡エアー中!〜Live on〜（2020年-2021年、JTBC） - ペク・ホラン役[11]
- グリッチ～青い閃光の記憶～（2022年、Netflix） - キム・ヨンギ役

### 映画
- 飛べない鳥と優しいキツネ（2018年）[12]